# Abatocera leonina
Abatocera leonina là một loài bọ cánh cứng trong họ họ Xén tóc. Loài này được Thomson mô tả năm 1865. Loài này được tìm thấy ở Philippines và Sulawesi.